# Judaydat al-Khas
Judaydat al-Khas hoặc Jdeidet el Khass (tiếng Ả Rập: جديدة الخاص) là một ngôi làng ở phía tây nam Syria thuộc tỉnh Rif Dimashq, gần sân bay quốc tế Damascus. Nó nằm ở phía tây nam hồ Otaybah và gần khu khảo cổ Tell Aswad, được người dân địa phương gọi là The Black Hill. Một số đá lửa đã được tìm thấy trong khu vực của ngôi làng giống với những loại từ Tell Ramad lâu đời nhất. Lợn rừng vẫn còn bầy ở những ngọn núi gần đó. Theo Cục Thống kê Trung ương Syria, Judaydat al-Khas có dân số 6.298 người trong cuộc điều tra dân số năm 2004.